# Adelsheimové
Adelsheimové (také Alletzheimové či Adol(t)zheimové) je fransko-švábský šlechtický rod.

## Historie
Členové rodiny byli příbuznými s hrabaty z Dürnu. Ve 13. století stále nosili přízvisko z Dürnu, což však způsobilo genealogický zmatek, jelikož se pletli s hraběcí linií rodu. 
Poppo von Duren (také Düren), poprvé zmíněný roku 1298 získal na počátku 14. století nadvládu nad Adelsheimem a částí Sennfeldu. Zde nechal postavit hrad Adelsheim, podle něhož přijali jméno jeho potomci. První zmínka o přijetí tohoto jména pochází z roku 1324 kdy jej začal používat Hanuš (Hans) z Adelsheimu.
Roku 1347 se bratři Beringer a Poppo z Adelsheimu stali rytíři a vzdali se svého hradu ve prospěch Würzburského biskupa.
Roku 1480 se Goetz z Adelsheimu stal rychtářem v Alsasku a získal také jako léno hrad Wasselnheim ve Štrasburku.
Od roku 1550 až do 17. století získavali páni z Adelsheimu do vlastnictví Edelfingen, Binau, Laudenberg, Sennfeld, Volkshausen, Wachbach, Hachtel a Dörtel. Adelsheimové patřili do tzv. říšského rytířstva do kraje Odenwald a také do Rhön-Werra.
Roku 1717 získal Johann Friedrich z Adelsheimu od císaře Karla VI. čestný titul císařského rady. Roku 1830 byl rod zapsán s titulem svobodných pánů v Bavorském království.

## Osobnosti
- Carl Joseph z Adelsheimu (1790–1864), svobodný pán, sběratel umění
- Louis von Adelsheim (*1953), kameraman
- Cleo von Adelsheim (*1987), herečka a modelka